# Fenomenologia spiritului
Fenomenologia spiritului (în germană Phänomenologie des Geistes) este prima lucrare importantă a filozofului german Georg Wilhelm Friedrich Hegel. Formeaza prima parte a System der Wissenschaften (sistemul științelor). Fenomenologiei urma să i se alăture descrierea "științelor reale" (Reale Wissenschaften) - filozofia naturii (Philosophie der Natur) și cea a spiritului (Philosophie des Geistes).

## Introducere
Hegel dezvoltă evoluția spiritului, de la percepția simplă, naivă prin conștiință, conștiința de sine, rațiunea, spiritul și istoria, revelația până la cunoașterea absolută a spiritului. Filozoful german cercetează devenirea științei ca unitate dintre conținut și metodă precum și aparițiile spiritului ca realizare a sinelui nostru, ca unitate dintre Ființă și Nimic, la fel ca totalitate absolută. Locul adevărului este conceptul in sistemul științific, si nu Anschauungul. Cunoașterea adevărului constă în faptul că dihotomia dintre subiect și obiect este ridicată dialectic la un nivel superior, că una nu poate exista fără cealaltă, deci ambele formează un tot unitar. 

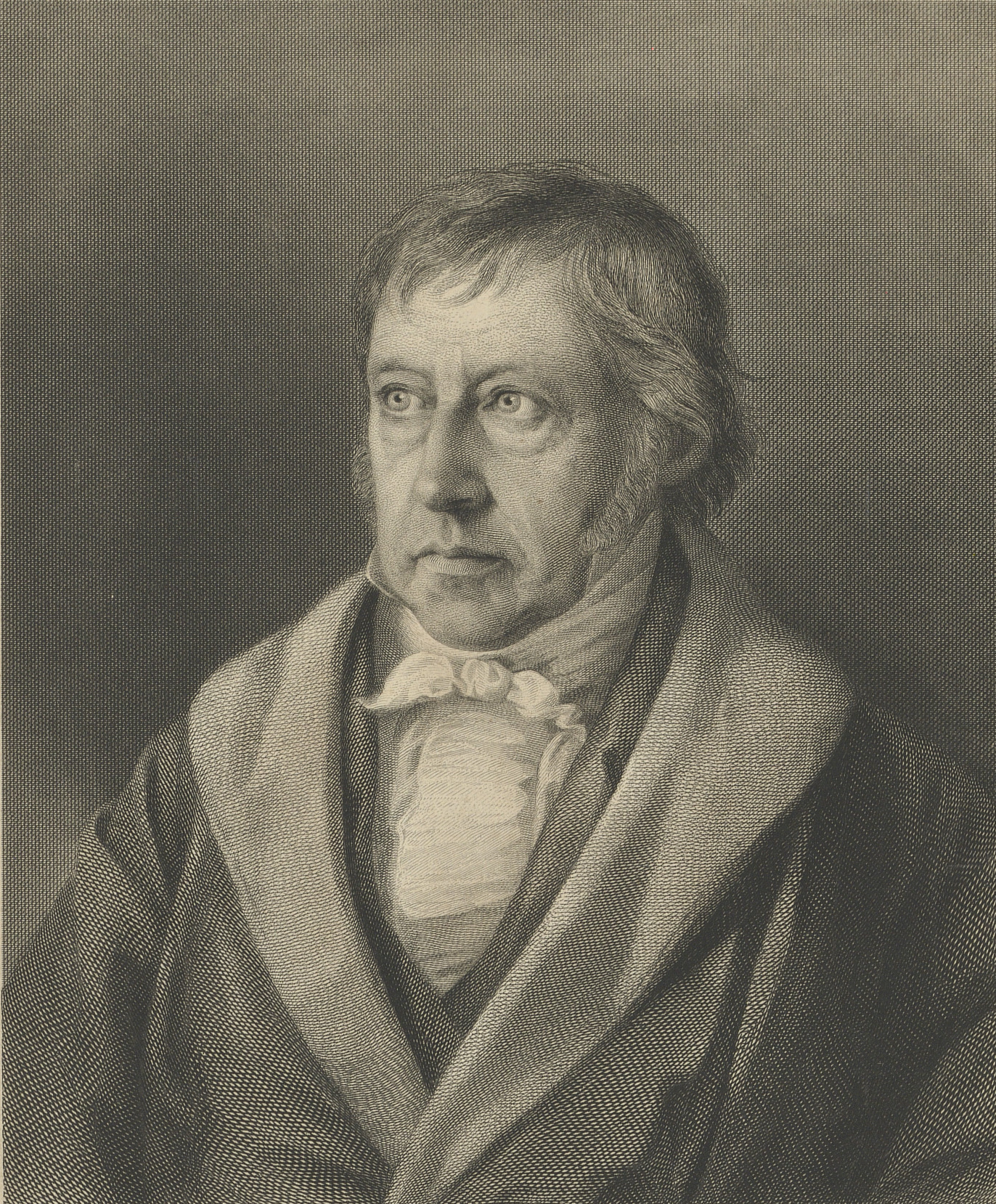
Georg Wilhelm Friedrich Hegel

Fenomenologia spiritului se ocupă atât cu probleme de bază de ordin epistemologic, cât și de ordin etic și istorico-filozofic. Un rol deosebit îl joacă capitolul despre conștiința de sine, care conține perspectiva dialectică asupra stăpânului și sclavului, care este punct de plecare important pentru Karl Marx, în cercetarea raporturilor de clasă în societatea burgheză.
Hegel pornește în lucrarea sa capitală, de la patru premise:
- Revelația a ceea ce există prin cuvânt
- Existența unei nevoi, care aduce cu sine o activitate care neagă, transformă ceea ce există
- Existența a mai multor nevoi
- Existența posibilității realizării unei diferențieri între nevoile (viitorului) stăpân și cele ale (viitorilor) sclavi.

După Hegel, istoria are trei etape:
- Istoria începe cu lupta dintre indivizi cu scopul ca învingătorul să devină stăpân (adică om în sens hegelian) și să fie recunoscut ca atare de către învins, care devine sclavul lui. Astfel, această etapă a istoriei, umanitatea este determinată de existența stăpânului.
- A doua etapă este determinată de dialectica dintre stăpân și sclav, adică realizarea existenței sclavului.
- Sfârșitul istoriei aduce cu sine inlăturarea dialecticii, a tensiunii și contradicției dintre stăpân și sclav. Aceasta se realizează prin sinteza dintre stăpânire și sclavie. Momentul istoric în care se realizează această sinteză este Revoluția franceză.

## Conștiința și lupta inițială

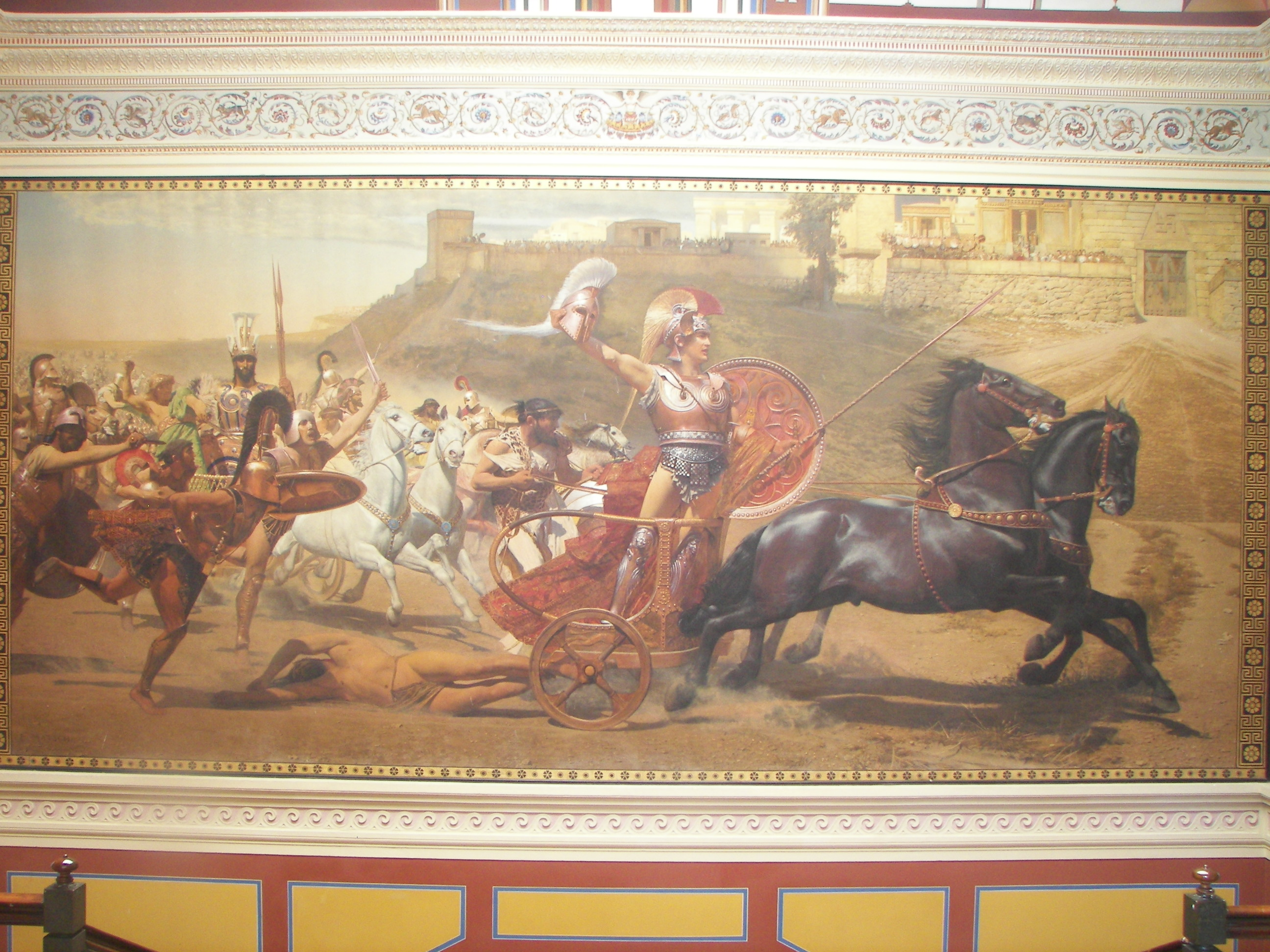
Ahile triumfă târând corpul mort al lui Hector în fața porților Troiei.

După Hegel, conștiința de sine și omul în general sunt la urma urmei nimic altceva decât trebuințe, care sunt satisfăcute prin faptul că sunt recunoscute de o altă trebuință, ca având drept exclusiv de a se satisface. Astfel devine clar că omul doar prin realizarea unei recunoașteri generale se poate realiza, adică satisface complet. Dar dacă pe de altă parte există om multitudine de trebuințe care constau în dorința de a fi recunoscut în plan general, atunci este clar că rezultă o luptă pe viață și pe moarte între indivizi pentru a se ajunge la această recunoaștere a individului. Este o luptă deoarece fiecare încearcă să îl îngenunchieze pe celălalt, pe toți ceilalți. Omul își riscă viața biologică, pentru a-și satisface trebuința nebiologică (având în vedere că, spre deosebire de animale, omul are și trebuințe nebiologice). În opinia lui Hegel, un om care nu este în stare să își pună viața în joc, adică să o riște într-o luptă pentru prestigiu, nu este cu adevărat o ființă umană.
Existență istorică, umană, auto-conștientă există doar acolo unde au (sau cel puțin au avut) loc lupte sângeroase, doar de dragul prestigiului. Dar este clar că dacă fiecare dintre aceste lupte pentru prestigiu s-ar sfârși cu moartea a cel puțin unuia dintre rivali, atunci, până la urmă ar rămâne pe lume doar un singur om. Iar acesta nu ar mai fi om, deoarece realitatea umană constă tocmai în recunoașterea unui om ca om de către un alt individ aparținând speciei sale (căci evident, un animal nu îl poate recunoaște ca om, deoarece animalele fac parte din natură). 
Deci trebuie pornit de la premisa că în majoritatea dintre aceste lupte, ambii oponenți supraviețuiesc. Dar aceasta presupune ca unul dintre ei să se supună celuilalt, să îl recunoască, fără ca și el să fie recunoscut de învingător. Trebuie pornit de la premisa că lupta se termină cu victoria celui care este pregătit să meargă până la ultimele consecințe, asupra celui care, în fața morții, nu este gata să se înalțe peste instinctul său animalic, biologic de autoconservare. Altel învingătorul și-a dovedit superioritatea față de viața biologică și față de învins. 

## Dialectica stăpân - sclav
Superioritatea învingătorului (adică a stăpânului) asupra naturii, este întemeiată pe faptul muncii învinsului (care a devenit sclavul său). Această muncă se întrepune între stăpân și natură. Sclavul transformă condițiile date ale naturii astfel încât acestea să corespundă nevoilor stăpânului. Astfel natura slujește stăpânului, fără ca acesta să trebuiască să la rândului lui să slujească naturii, cum face sclavul. Astfel stăpânul devine liber de și față de natură, cu alte cuvinte nu mai este determinat de aceasta (precum animalele), deci devine om. Se realizază diviziunea muncii, stăpânul luptând doar, iar sclavul muncind doar pentru acesta. După Hegel, doar activitatea realizată pentru un alt lucru (pentru un om sau pentru o idee) este muncă în sens restrâns, căci animalele lucrează pentru ele, aceasta nefiind muncă. Căci ființa care muncește pentru, pentru a-și satisface propriile instincte (care sunt întotdeauna biologice), nu se înalță deasupra naturii, ci rămâne o ființă biologică, fără spirit și conștiință, un animal. Dar dacă muncesc pentru a satisface un instinct care nu e al meu, atunci activitatea mea este determinată de ceva, care - pentru mine - nu mai este instinct.

## Ideologii religioase ale sclavului
Înainte de a se elibera de stăpân, sclavul creează mai multe ideologii, prin care să își justifice statutul de supus. Prima este stoicismul, a doua este solipsismul. A treia este creștinismul. 
Sclavul nu neagă caracterul dialectic, contradictoriu al vieții, dar justifică asta prin faptul că orice existență conține contradicții. În acest scop, el creează o altă lume, cea de dincolo de lumea naturală, a simțurilor. În lumea aceasta, el este sclav, și nici nu merită să intreprindă ceva pentru a corecta situația. În lumea de dincolo, însă, libertatea nu este doar o idee abstractă, ci realitate. Deci nu trebuie să lupte împotriva stăpânului, deoarece este deja liber, și anume în cealaltă lume. Nu trebuie să lupte pentru ca stăpânul să îl recunoască drept liber, căci în ochii lui Dumnezeu toți, stăpâni și sclavi, sunt egali. 

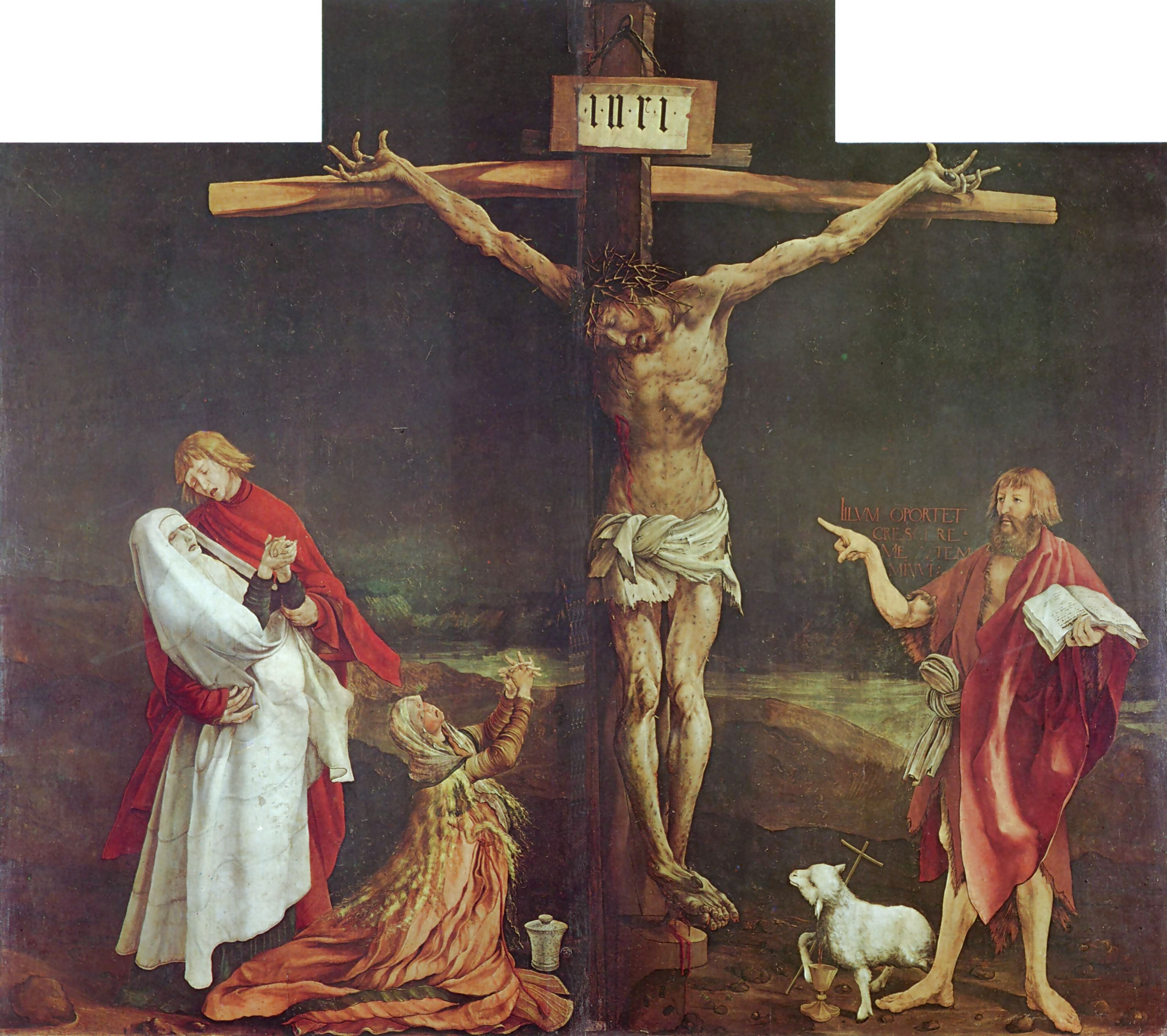
Creștinism

Însă pentru Hegel, deși genială ideea, este prea frumoasă, prea simplă ca să fie adevărată. Sclavul creștin doar atunci se poate considera liber și egal cu stăpânul, când recunoaște ca stăpân pe Dumnezeu, un stăpân absolut. Dar ceea ce face este doar a schimba stăpânul cu unul care îl face mai dependent de acesta decât era sclavul necredincios. 
Prima sclavie era prețul pentru viața sa biologică. A doua este prețul pentru viața eternă. Creștinismul apare din frica sclavului față de neant, de neantul propriu, din neputința de a accepta condiția existenței - adică cea a finitudinii, a morții.
În opinia lui Hegel, neajunsurile creștinismului, eliberarea de către orice stăpân, inclusiv cel absolut, realizarea libertății și trăirea în această lume a simțurilor ca ființă umană, autonomă și liberă, poate avea loc doar cu o condiție. Și anume acceptarea ideii de moarte și prin urmare a ateismului.
Aceasta are loc odată cu Revoluția franceză din 1789. Religia este înlocuită de filozofia germană, de cea a lui Hegel. Dar pentru ca creștinismul să fie înlăturat, trebuie ca promisiunile acestuia să se realizeze în viața aceasta.

Revoluția franceză: Căderea Bastiliei.

Este vorba deci despre întrebarea, cum lumea păgână a stăpânilor a putut deveni o lumea creștină a sclavilor, fără ca să se ajungă la o luptă între stăpân și sclav, la o revoluție.
Pentru aceasta trebuie să ne întoarcem la lumea antică. Statul antic păgân a recunoscut numai stăpânii drept cetățeni ai săi. Numai cei care luau parte la războaie erau considerați cetățeni. Munca este rezervată sclavilor, care trăiesc la marginea societății. Sensul statului este de a purta războaie de prestigiu, cu scopul de a îi fi recunoscută autonomia și supremația de către toate celelalte state. 
Acest stat însă nu poate realiza decât momentul general al existenței umane, în timp ce momentul individual rămâne la marginea lui. Dialectica dintre general și individual nu este decât o altă formă a dialecticii dintre stăpân și sclav, stăpânirea corespunzând generalului iar sclavia individualului. 
Omul nu poate fi satisfăcut decât atunci când este creat un stat un de valoarea individuală a unui om este recunoscută de către generalul, comunitatea care este încarnată în stat, prin faptul că valoarea generală a statului este recunoscută și realizată de către fiecare dintre indivizi. Un asemenea stat este, o asemenea sinteză între general și individual este posibilă numai prin înlăturarea contradicției dintre stăpân și sclav. Aceasta nu numai pentru că sclavul nu este recunoscut în mod general, iar stăpânul la rândul lui nu poate ajunge la o recunoaștere generală, atât timp cât el nu recunoaște o parte a celor care îl recunosc—sclavii. Ci mai ales deoarece stăpânul nu poate realiza și recunoaște decât momentul general în om, în timp ce sclavul îli reduce existența doar la o valoare unică, singulară, individuală. 
Omul își justifică valoarea sa umană prin faptul că își riscă viața în luptă. Dar această luptă este la peste tot și întotdeauna (la toți) aceeași. Toți oamenii care luptă sunt la fel. Valoarea umană justificată prin luptă este generală, impersonală. De aceea, statul de războinici (stăpâni) nu recunoaște decât elementul general în om. Cetățeanul războinic nu este decât un oarecare cetățean anonim, nu acel cetățean anume. Chiar și șeful statului este numai un oarecare reprezentant al statului; în activitatea sa el este funcție a statului, dar statul nu este funcție a voinței sale individuale. Pe scurt, șeful statului antic grec nu este un "dictator" în sens modern, creștin, romantic. Nu este un Napoleon, care creează un stat prin voința sa personală, cu scopul de a-și realiza individualitatea sa proprie și de a-i fi recunoscută de ceilalți. De aceea, războinicul grec, stăpân și păgân, nu va fi niciodată satisfăcut—numai individul poate fi satisfăcut. 
Cât despre sclav, valoarea umană creată prin muncă este una individuală, personală. Educația muncitorului prin muncă depinde de condițiile concrete în care se desfășoară munca, condiții care variază în spațiu și care se modifică ele însele în timp din cauza muncii. Deci munca este mijlocul prin care diferențele dintre oameni sunt justificate, și sunt educate "individualitățile", "personalitățile". Sclavul-muncitor este cel care devine conștient de individualitatea sa, și descoperă ideologiile care oferă o valoare absolută individualului, și nu generalului, statului.
Însă statul, generalul, societatea de războinici nu recunoaște nici munca, nici "personalitatea" muncitorului, ci cel mult produsul impersonal al muncii sclavului. Atât timp cât sclavul nu luptă, valoarea sa individuală rămâne subiectivă; el singur se autorecunoaște.
Contradicția dintre 

## Dilema stăpânului

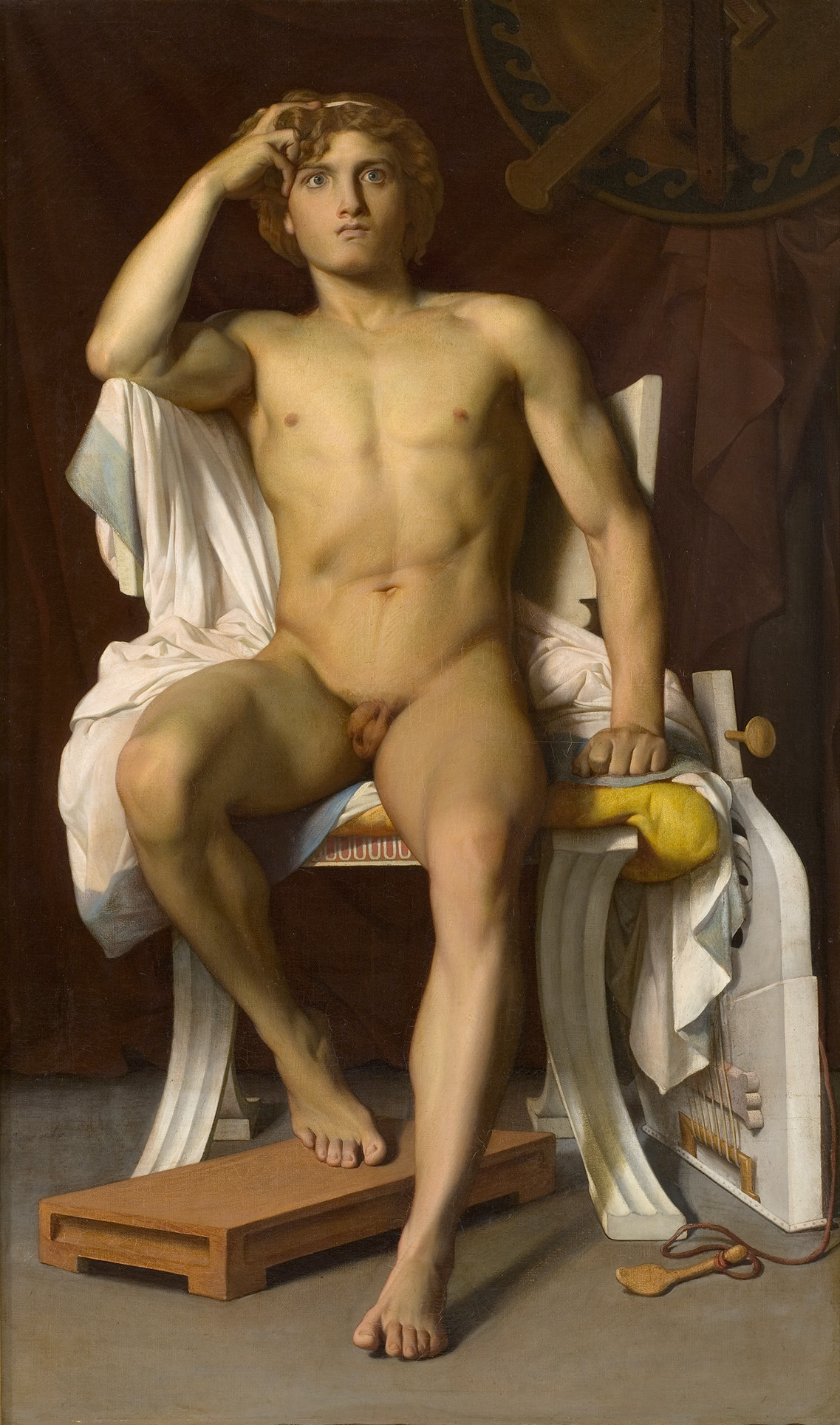
Dilema războinicului grec Ahile

Revenind la dialectica stăpân sclav, trebuie spus că partea umilitoare, servilă a satisfacerii trebuinței stăpânului a fost preluată de sclav. Astfel, prin faptul că stăpânul stăpânește sclavul, el stăpânește (direct și indirect) natura și trăiește în aceasta ca stăpân. Dar a trăi în natură, fără a lupta cu aceasta, este a trăi în tihnă. Iar tihna pe care o dobândește omul fără a face eforturi, aduce plăcere. Astfel, din momentul în care învingătorul devine stăpân, viața lui nu mai este caracterizată prin luptă, ci prin plăceri, căci nu mai are cu cine să se lupte.
Stăpânul suferă de o dilema existențială. Căci la sfârșitul luptei a fost recunoscut ca om de către un alt individ, care a devenit sclavul său. Dar un sclav un poate recunoaște pe altul ca om, deoarece el însuși nu este om, ci a rămas parte a naturii deoarece nu a putut trece peste instinctul de autoconservare. Stăpânul poate fi recunoscut ca om doar de către alt stăpân, care și acesta la rândul lui este gata să își înfrunte propria frică de moarte. Deci unul dintre ei va trebui să moară, deoarece fiecare este dispus să riște să își dea viața pentru a fi recunoscut ca om de către celălalt. Astfel, stăpânul poate fi satisfăcut doar prin moarte. Dar moartea nu poate aduce satisfacție, deoarece moartea e nimic, neant. Iar ce rămâne este doar sclavul, iar acesta nu îl poate recunoaște ca om. Deci stăpânul nu va fi niciodată satisfăcut, recunoscut ca om, deoarece doi stăpâni nu pot conviețui, iar viața îi oferă două posibilități: să moară pe câmpul de luptă sau sa tâmpească în plăcere și lenevie. Deci nu poate trăi conștient, satisfăcut, prin ceea ce este. Un individ care nu desfășoară activitate, ci este plictisit, acela nu trăiește cu adevărat și nici nu este om. El va rămâne nemulțumit, căci doar activitatea poate aduce satisfacție, iar singura activitate pe care o poate desfășura stăpânul, lupta, nu îi poate aduce satisfacție, indiferent de rezultatul acestei lupte.

## Munca sclavului
Numai omul care se poate satisface în mod conștient, care știe că se satisface prin ceea ce este, nu dorește să se autodepășească. Deci doar sclavul poate să se autosatisfacă, prin munca pe care o desfășoară în slujba altcuiva, a stăpânului, de fapt a unei idei, își depășește natura biologică, animală, și devine om, rămânând satisfăcut. Hegel afirmă că sclavul este "adevărul" (=realitatea revelată) a stăpânului. Idealul uman, care inițial își are originea, în stăpân, poate fi realizat numai prin sclavie. În acest moment, sclavul încetează a mai fi astfel. Dar nu poți înceta să fii sclav, decât dacă ai fost odată sclav. Și deoarece există sclav doar acolo unde există stăpân, stăpânirea, respctiv sclavia, e o etapă indispensabilă, justificată, a existenței istorice. Paradoxal, stăpânul, prin faptul că îl obligă să muncească, îl obligă pe sclav, în mod conștient, să devină adevăratul om, omul liber de natură, dar și satisfăcut de sine, ceea ce stăpânul niciodată nu va putea fi. 
Prin frica biologică, animalică față de moarte, sclavul a trăit groaza morții. S-a privit pe sine ca neant, a înțeles că întreaga sa existență nu este decât o "moarte" suspendată - un nimic care trăiește în ceea ce există. Sclavul care - prin frica față de moarte - a aflat ce este neantul uman (care constituie baza existenței sale), se înțelege deci pe sine și astfel pe om mai bine decât poate înțelege stăpânul. Începând cu prima luptă, sclavul a înțeles realitatea umană, și acesta este de fapt motivul pentru care el - și nu stăpânul - desăvârșește istoria.

## Știința, tehnica, gândirea abstractă, arta ca produse ale muncii intelectuale a sclavului

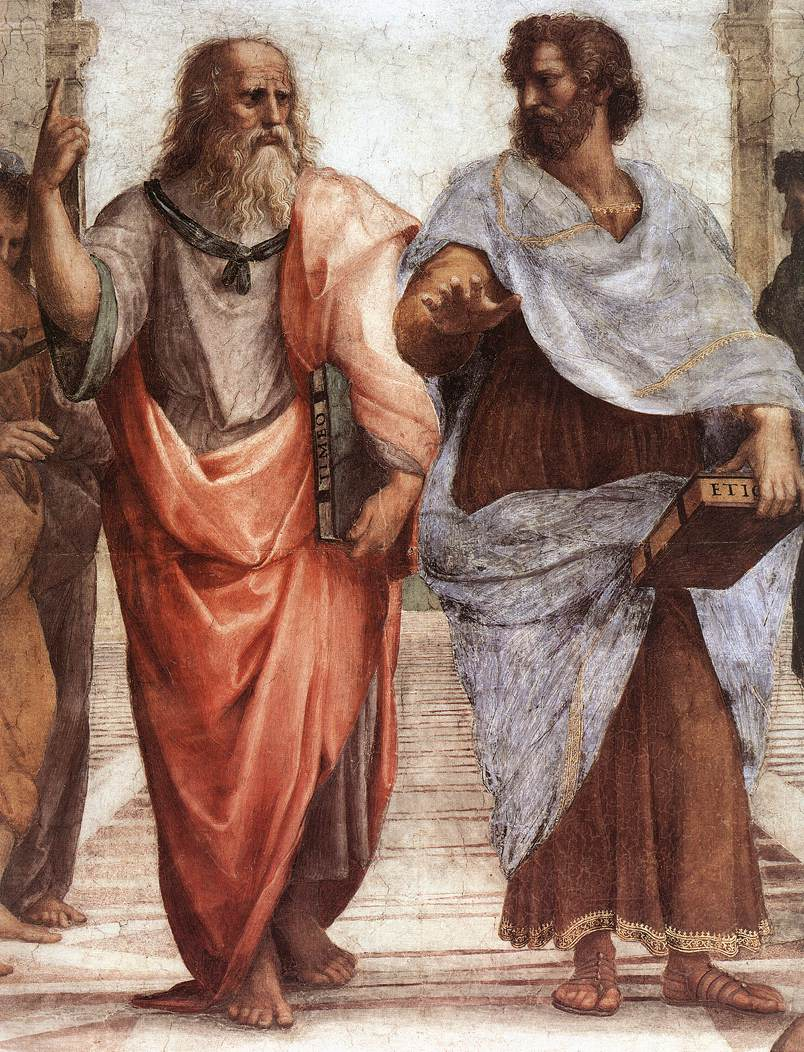
Platon și Aristotel

Sclavul muncește inițial de frica stăpânului. Dar mai apoi, amenințarea mortală a stăpânului rămâne doar o idee, cu care sclavul se obișnuiește, stăpânul la fel. Pornind de la baza unei idei (a ideii de stăpân, a unei idei care nu are origine biologică, ci socială, umană) prin muncă, omul transformă natura. Dacă omul poate transforma natura pe baza unei idei care nu are ca origine natura, atunci acesta deține o tehnică. Iar ideea, care produce tehnica, este știința. Dacă omul posedă concepte științifice, atunci acesta dispune și de inteligență, de abilitatea de a lucra cu concepte abstracte și de a rezolva probleme.
Astfel, mintea, gândirea abstractă, știința, tehnica, arta - toate își au originea în munca umilă a sclavului.
Munca mai aduce cu sine și un alt rezultat pozitiv: libertatea. Stăpânul și-a câștigat libertatea față de natură prin faptul că, în luptă, și-a învins frica de moarte (instinctul) și l-a învins pe cel care nu a putut face acest lucru, acesta din urmă devenind sclavul său. Dar acest în sclav, prin faptul că muncește pentru altcineva (stăpânul fiind o creație socială, a omului, o idee), depășește și el acest instinct biologic, dedicându-se artei, științei, tehnicii, transformând natura pornind de la o idee. Asfel, și sclavul reușește să stăpânească natura care în momentul luptei l-a stăpânit și nu a putut să se elibereze de ea, devenind sclav. Deci el ajunge la același rezultat ca și stăpânul, spre deosebire de acesta reușindu-se și să se autosatisfacă prin activitate, eliberându-se de natură. Prin faptul că este conștient de această autosatisfacere, el devine liber. Iar prin faptul că se folosește de gândire, care este rezultatul muncii sale, el creează ideea abstractă de libertate, care pentru a devenit realitate tocmai prin această muncă. 
Deci numai sclavul poate crea progres și învingerea a ceea ce este, adică a naturii, încă netransformate de progres.

## Libertatea abstractă a sclavului versus libertatea reală, dar insuficientă, a stăpânului
Potrivit lui Hegel, libertatea este întotdeauna o idee în proces de a deveni realitate, și nu o realitate care a existat întotdeauna. Căci doar unde există un proces, o continuă derulare de fapte, există istorie.
Sclavul care a devenit conștient de libertatea sa, nu este încă tocmai liber. Căci este liber doar în baza unei idei în proces de a deveni realitate pe baza muncii sale care transformă natura, nu în baza unei realități, ca în cazul stăpânului. Libertatea stăpânului este reală, nu o idee abstractă, produsul muncii intelectuale, un ideal care trebuie realizat. De aceea, stăpânul niciodată nu reușește să treacă peste libertatea reală și neajunsurile ei (căci libertatea umană sa față de natură nu poate fi recunoscută și realizată decât de un sclav, care pentru stăpân nu este om adevărat. Deci, paradoxal, stăpânul niciodată nu poate fi liber!!!). Deoarece aceasta din urmă nu a fost niciodată un produs al unei munci abstracte. Doar un ideal pe care să se înfăptuiască, un progres, poate să își găsească desăvârșirea în înțelegerea libertății, în apariția ideii absolute de libertate umană, care este relevată prin cunoașterea absolută pretinsă de Hegel. Dacă libertatea sclavului nu poate fi recunoscută inițial decât de el însuși, dacă prin urmare este pur abstractă, atunci totuși poate deveni realitate și chiar desăvârșită. Ultimul pas pe care trebuie să îl facă sclavul este ca libertatea sa, de care este deja conștient, să impună asupra stăpânului, pentru ca și acesta să devină conștient de ea. 
Sclavul, conștient că este de fapt liber, reușește să își învingă frică de moarte și înfruntă stăpânul în luptă. Dar tocmai aici se deosebește sclavul de stăpân, deoarece sclavul poate progresa, avansa, și până la urmă invinge frica morții prin conștientizarea libertății proprii. Dar stăpânul nu poate progresa, rămâne ce a fost întotdeauna. De aceea, lumea creată de stăpân este o lume lipsită de progres, de găndire abstractă, de știință. Este sortită înfrângerii de către lumea pe care o creează sclavul prin gândire abstractă. Deși libertatea stăpânului pare reală, acesta are doar iluzia că s-a eliberat de natură, pentru că de fapt rămâne parte a naturii. Spre deosebire de sclav, el nu poate progresa și transforma natura. El va folosi întotdeauna aceleași arme primitive, pe când sclavul, prin știință și invenție, va crea arme mult mai avansate (de exemplu s-ar putea susține că, în istoria recentă, Statele Unite, o societate liberă care nu a fost fondată de stăpâni, au folosit o armă foarte avansată - bomba atomică - pentru a îngenunchea Japonia, o societate încă feudală și unde conduceau încă stăpânii asupra unor oameni care erau tratați ca niște sclavi. Dar, evident, societatea americană a fost în realitate fondată de stăpâni, învingători asupra autohtonilor și proprietari de sclavi negri. Vezi și Sfârșitul istoriei și ultimul om). Doar a se lupta nu înseamnă a face parte din istorie. Deoarece nu există progres pentru stăpân.

## Sfârșitul istoriei

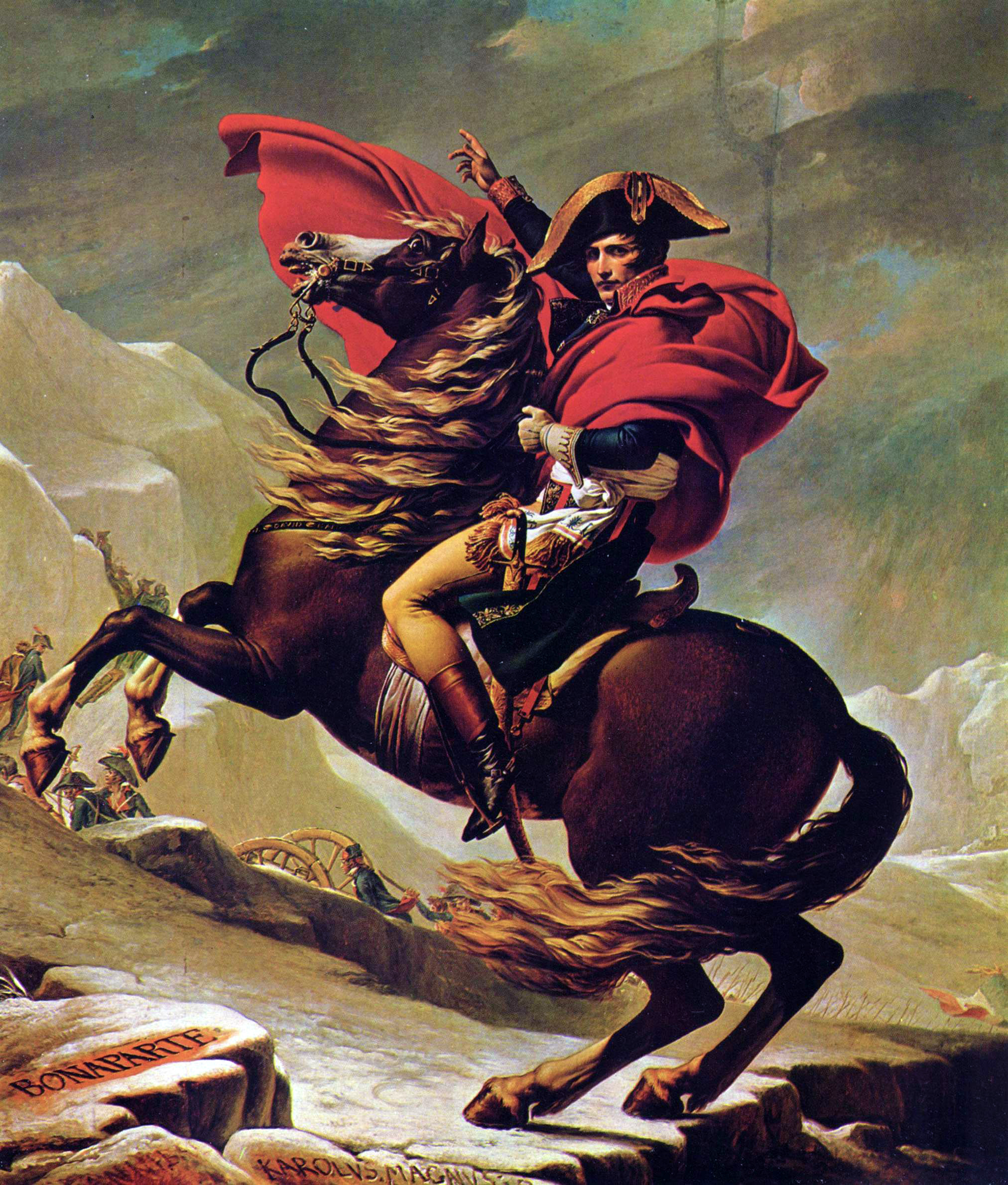
Napoleon Bonaparte

Dacă acceptăm cele patru patru premise (vezi mai sus), înțelegem, posibilitatea unui proces istoric, care în mare, este istoria luptelor și a muncii, o istorie dialectică, plină de tensiuni și contradicții, care până la urmă se termină în războaiele napoleoniene. Nu există om acolo unde nu există stăpân și sclav (trebuie să existe deci cel puțin doi indivizi, pentru ca să poată exista un om). 
Istoria se termină atunci când dispare distincția dintre stăpân și sclav. Deoarece nu mai există stăpân deoarece nu mai are sclav, și nu mai există sclav deoarece nu mai are stăpân (fără ca acesta să devină iarăși stăpân, deoarece nu mai există sclav).
După Hegel, războaiele napoleoniene, mai ales Bătălia de la Jena, istoria se termină prin eliminarea distincției dintre stăpân și sclav,deci când ambii dispar și sunt înlocuiți de omul burghez al Franței revoluționare. Căci aceste burghez este sinteza dialectică dintre stăpân și sclav. Acesta este omul integral al statului universal și omogen creat de Napoleon.
Astfel, sclavul va fi recunoscut de către stăpân ca om cu adevărat liber. Iar dacă sclavul este om cu adevărat liber, atunci și stăpânul poate accepta din partea acestuia libertatea proprie, scăpând și el în final din dilemă. Aici se încheie istoria.
Pentru Hegel, odată cu consolidarea societăților burgheze se încheie și dialectica. Însă pentru Karl Marx tocmai acest punct este momentul de plecare al unei noi dialectici, cea dintre capitalist și proletar, numită și dialectică materialistă.

## Literatură introductivă
- Alexandre Kojève, Introduction à la lecture de Hegel (Paris, Edition Gallimard, 1947)

## Ediții
- G.W.F. Hegel, Fenomenologia Spiritului. Traducere de Virgil Bogdan (București, Editura Iri, 1995)